# Hank Mobley
Henry (Hank) Mobley (7. juli 1930 – 30. maj 1986) var en amerikansk tenorsaxofonist.
Kom først ind i jazzen i 1950'erne. I historien er han placeret som medlem af de oprindelige Jazz Messengers, som Horace Silver og Art Blakey dannede i 1954. To år senere fulgte han med Silver og brød ud for at danne sin egen kvintet. Derefter havde han forskellige engementer, var i 1959 tilbage hos Blakey og spillede i 1961-1962 hos Miles Davis.
De følgende år havde han hovedsageligt egne grupper og turnerede også internationalt som solist. Af helbredsmæssige grunde trappede han aktiviteterne ned og trak sig i begyndelsen af 1970'erne helt tilbage fra jazzen.